# Interstate 97
Die Interstate 97 (kurz I-97) ist ein Interstate Highway in den Vereinigten Staaten. Sie läuft auf der 28 Kilometer langen Strecke durch das Anne Arundel County und beginnt an der Interstate 595 bei Annapolis. Die I-97 endet an der Interstate 695 in Baltimore und dient damit als Zubringer zum Großraum von Baltimore.

## Wichtige Orte
- Annapolis
- Brooklyn Park
- Ferndale
- Glen Burnie
- Linthicum